# Declivitate
Declivitatea reprezintă înclinarea (panta) unei suprafețe de teren față de un plan orizontal.
Se exprimă de obicei în grade; când se măsoară însă înclinarea medie a talvegului unui râu sau a podului teraselor în profil longitudinal, declivitatea se exprimă în metri pe kilometru.
În proiectarea căilor de comunicație, declivitatea reprezintă înclinarea față de orizontală a axei unui traseu de cale ferată sau de șosea, în care caz se măsoară prin raportul dintre înălțime și distanța parcursă pe orizontală.
Acest raport se exprimă în miimi (mm/m) la calea ferată și în sutimi (cm/m) la drumuri.
Declivitatea unui traseu poate fi:
- în urcuș: cotele punctelor succesive cresc; în acest caz se numește rampă;
- în coborâș: cotele punctelor succesive descresc; în acest caz se numește pantă;
- palier: porțiunea orizontală a traseului.

Succesiunea de rampe, paliere, pante, care alcătuiește declivitatea generală a unui traseu, apare în profilul longitudinal al traseului.
Declivitatea este unul din elementele caracteristice ale traseului; în raport cu importanța drumului sau a căii ferate (normală, îngustă etc.) și cu regiunea geografică (câmpie, deal sau munte) sunt stabilite limitele maxime admise ale declivității.
Astfel, la CFR, pentru liniile principale de cale ferată normală, declivitățile maxime admise sunt: 25‒30 ‰ în regiuni de munte, 12‒15 ‰ la deal și 6‒12 ‰ la câmpie.
În porțiuni montane dificile, unde trebuie să se admită o declivitate mai mare de 30 ‰, se recurge la sisteme speciale de tracțiune.
De exemplu, pe linia ferată Sarmizegetusa - Băuțar, cu declivitatea de 50 ‰, tracțiunea se efectuează cu locomotive speciale cu cremalieră.
Pentru liniile feroviare înguste se admit declivități până la 40 ‰, iar când trebuie admise declivități mai mari se recurge la tracțiune cu funicularul.
Declivitățile unei linii feroviare sunt marcate pe teren prin indicatori de declivitate.
La șosele se admite o declivitate de 4‒8 % (pentru viteze variind între 100 și 250 km/h) și în mod excepțional de 10‒12 %, în acest ultim caz, un exemplu constituindu-l drumul Brașov - Poiana Brașov care are 14 %.
Pentru porțiunile de șosea sau de cale ferată executate în debleu, ca și la străzi, se indică o declivitate minimă (0,5 %) pentru a se asigura scurgerea apelor de suprafață.
Două declivități succesive se racordează prin curbe de racordare convexe (în cazul șeilor) sau concave (în cazul văilor).
Acest articol conține text din Dicționarul enciclopedic român (1962-1966), aflat acum în domeniul public.